# 비프케이크

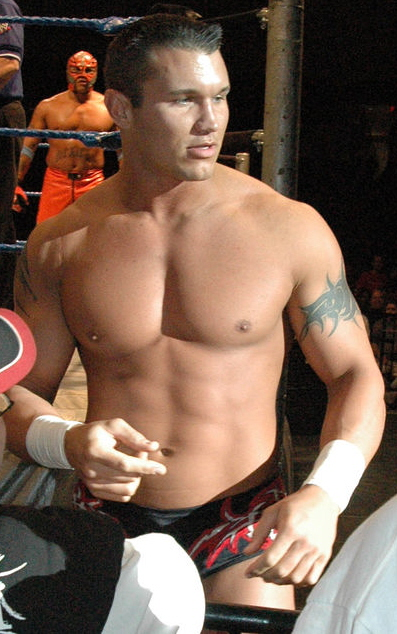
대표적인 비프케이크인 랜디 오턴

비프케이크(Beefcake)는 근육질의 남성 신체를 묘사하는 퍼포먼스 또는 사진 예술의 한 형태다. 이러한 남성을 비프케이크라고도 부른다.